# 瓦凱帕卡山
11°56′10″S 76°8′27″W / 11.93611°S 76.14083°W
瓦凱帕卡山（Huacaypaca），是秘魯的山峰，位於該國中南部利馬大區的瓦羅奇里省，處於瓊皮丘查湖東北面，東北面，屬於安第斯山脈的一部分，海拔高度約5,300米。